# Joupel
Joupel ou Zhupel (en russe : Жупел signifie épouvantail en français) est une revue de satire politique éditée à Saint-Pétersbourg en 1905 et 1906 par Sergueï Iouritsine (ru). Le véritable créateur et inspirateur du projet est Zinovi Grjebine, qui exerce la fonction de rédacteur.
Parmi les centaines de revues satiriques qui émergent en Russie en Octobre 1905 après le relâchement de la censure, Joupel est celui qui obtient la plus grande résonance internationale. De nombreux artistes collaborant à cette revue sortent du milieu de l'Académie des Beaux-Arts de Saint-Pétersbourg, d'où ils avaient pu suivre sur le vif le massacre perpétré devant le palais du Tsar.
Des représentants du réalisme et du modernisme participent à l'édition de cette revue, parmi lesquels Ivan Bounine, Constantin Balmont, Maxime Gorki, Alexandre Kouprine, Ivan Bilibine, Sergueï Goussev-Orenbourgski, Boris Koustodiev, Valentin Serov, Boris Anisfeld. Sur la couverture du premier numéro, un dessin d'Anisfeld est reproduit qui est intitulé Monstres marchant sur des cadavres.
Il n'y eut en tout que trois numéros de la revue: deux en décembre 1905 et un en janvier 1906, après quoi elle est interdite. Le caractère nettement anti-autocratique de ce journal suscite un vif intérêt auprès du public et en même temps le mécontentement du pouvoir, qui avant même qu'il paraisse déconseillait aux journalistes de le distribuer. En même temps que la fermeture de la revue Ivan Bilibine, Zinovi Grjebine et Iouritsine sont arrêtés pour avoir dessiné les couvertures. Grjebine est condamné à 6 mois d'enfermement à la forteresse et à 10 ans de déchéance des droits d'exercer des fonctions de rédacteur et d'éditeur.
Après la fermeture de Joupel, Grjebin recommence à éditer une hebdomadaire du même genre du nom de La Poste de l'enfer (Adskaïa Pochta) en 1906.
En page 5 du numéro 1 de la revue de 1905, le peintre Valentin Serov a réalisé le tableau :Soldats, héros, où est passée votre gloire ? pour afficher son hostilité à la manière autoritaire utilisée par le pouvoir pour mater une manifestation pacifique de citoyens lors du Dimanche rouge. Le nombre de morts à la suite de l'intervention des forces de l'ordre s'élève selon les estimations de 130 à 200 personnes mortes et entre 300 et 800 blessés. Cet évènement marque le début de la révolution russe de 1905.

## Premier numéro
Le premier numéro de la revue sort le 2 décembre 1905 et est très apprécié du public pour la haute qualité des illustrations et de la présentation. Y sont publiés un dessin de Mstislav Doboujinski intitulé Idylle d'octobre, la peinture (détrempe) de Valentin Serov : Soldats, héros, où est passée votre gloire ?, et le dessin de Zinovi Grjebine Aigle-loup-garou,. Parmi les œuvres littéraires du premier numéro on trouve les articles intitulés À cause du thé du soir et Comte du tsar Berendei, se moquant manifestement de la maison impériale:

« Un lycéen de 12 ans lit le journal à sa grand-mère. La vieille femme agitée pousse un triste soupir et interrompt la lecture:
— Pitié Seigneur! Combien de personnes ont été égorgées, combien de familles ruinées, de maisons détruites, on ne peut pas faire le compte … et penser que tout cela est fait pour ne sauver qu'une seule maison.

Le lycéen: Qui est le maître de cette maison, grand-mère?

La grand-mère (se reprenant): T'es jeune toi pour poser de telles questions. Tu ferais mieux de t'occuper de tes cours. Il faudra arrêter de lire le journal.

Le lycéen (calmement): Mais Romanov grand-mère ! »

Dès le lendemain de sa sortie le premier numéro de Joupel est interdit par les autorités. Mais sur un tirage de 70 000 exemplaires la police n'en confisque que 500 exemplaires. Bien qu'il fût interdit et donc illégal, le numéro se vend bien, et dans l'ensemble la revue est considérée comme un succès commercial pour les maisons d'édition,.
Bien que ce soit lui qui ait trouvé le nom de la revue, Constantin Somov n'est pas devenu un collaborateur permanent au sein de celle-ci. Dans une lettre à Alexandre Benois l'artiste parle du premier numéro comme d'« une grande déception », et de l'édition comme d'une « trop petite affaire, pâle et inutile ». Alexandre Blok, quant à lui, ne fait l'éloge que des dessins de Serov et de Doboujinski.
Peu de temps après la publication du premier numéro, Grjebine est arrêté « pour outrage au pouvoir suprême» et est condamné à six mois de prison . Plus tard, au département de la censure une note du ministre Piotr Dournovo du 25 décembre 1905 a été trouvée, dans laquelle il proposait de traduire le rédacteur en chef de la revue en justice parce que les dessins de la revue étaient des incitants à la rébellion et affectaient les intérêts de l'empereur. Le même jour, le procureur de Saint-Pétersbourg signait la décision de fermer la revue .

## Deuxième numéro

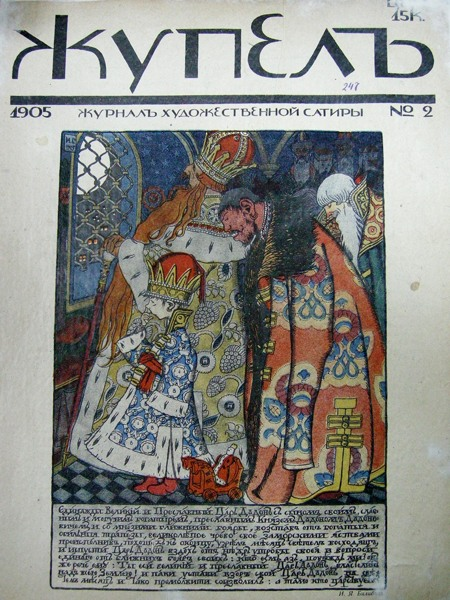
Couverture du deuxième numéro par Ivan Bilibine, 1905

Le deuxième numéro paraît le 24 décembre 1905, présentant sur sa couverture un dessin d'Ivan Bilibine: dans le style des contes pour enfants il représente le Tsar Garokh (Le Roi des petits pois), un courageux et puissant bogatyr avec son fils le prince des petits pois, entouré de courtisans, de boïards. Parmi les autres illustrations du numéro 2 figurent des dessins d'Eugène Lanceray, de Boris Koustodiev, de Boris Anisfeld. La raison de la saisie du deuxième numéro de la revue est l'article intitulé Les légendes de la nouvelle Lavsaïka et une note dans Les Chroniques sur Georgui Mine (ru), commandant du régiment Semionovsky de la garde impériale qui a participé activement à la répression de la révolution de 1905 et notamment au dispersement par des méthodes cruelles de la manifestation des étudiants à l'Institut de technologie:

« Le colonel Mine, qui a bombardé le 17 octobre 1905 l'Institut de technologie avec les étudiants qui y étaient détenus, a été nommé adjudant-adjoint. Le voyou Mikhaïlov qui a tué l'autre jour un étudiant de l'Institut de technologie n'a pas reçu, lui, le titre d'adjudant-adjoint. »

## Troisième numéro et interdiction de paraître

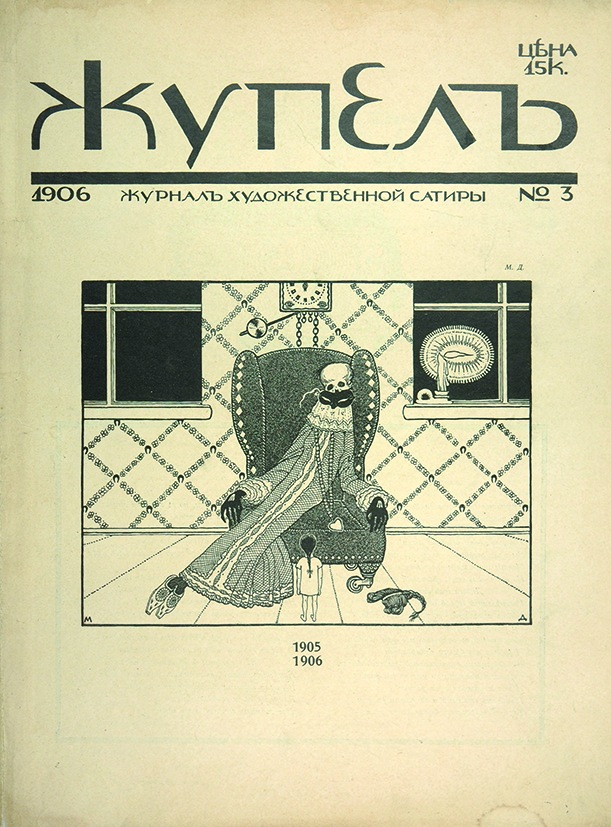
Couverture du troisième numéro, 1906

Le troisième numéro de la revue paraît le 11 janvier 1906 ,, alors que Zinovi Grjebine est déjà en prison . Dans ce numéro sont publiés les poèmes intitulés Le 9 janvier de Sergueï Goussev-Orenbourgski et Chanson de soldat d' Alexandre Kouprine avec ce vers  des femmes, des vieillards et des enfants exécutés gisent en tas<…> à la gloire de l'aigle à deux têtes ,. Un autre motif de la censure pour saisir la revue est la publication du dessin de Bilibine : Âne. À 1/20 de sa taille réelle .
L'ensemble du tirage du troisième numéro a été saisi, et en même temps que la fermeture de la revue, Iouritsine et Bilibine sont arrêtés . À l'issue de la procédure judiciaire, étant donné que le deuxième et le troisième numéro de la revue étaient très politisés et orientés contre le gouvernement en place, Zinovi Grjebine est condamné à 13 mois de prison et se voit interdit de publication pour cinq ans,,,.
Le 7 février 1906, la publication de tout nouvel exemplaire de la revue est interdite par les autorités .

## En fin de compte
Alors qu'il est en prison, Zinovi Grjebine écrit à son ami Mstislav Doboujinski:

« Je crains seulement que ne se produise une rupture avec Gorki et ses camarades. Cela ne doit pas être toléré. <…> je suis content, que nous ayons atteint le chiffre de trois numéros, ce qui nous positionne déjà bien et montre que l'affaire progresse sans aucun doute. <…> Ah je suis certain que Joupel serait devenu une revue telle qu'elle aurait convaincu les plus grands sceptiques. »

Peu de temps après la fermeture de Joupel, à l'initiative de Grjebine est créée en 1906 une nouvelle revue dont le titre est La Poste de l'enfer qui est en réalité la même revue que la précédente mais portant un autre nom. Elle est encore plus virulente, et sa rhétorique est impitoyablement antimonarchique,.

## Galerie

Illustrations
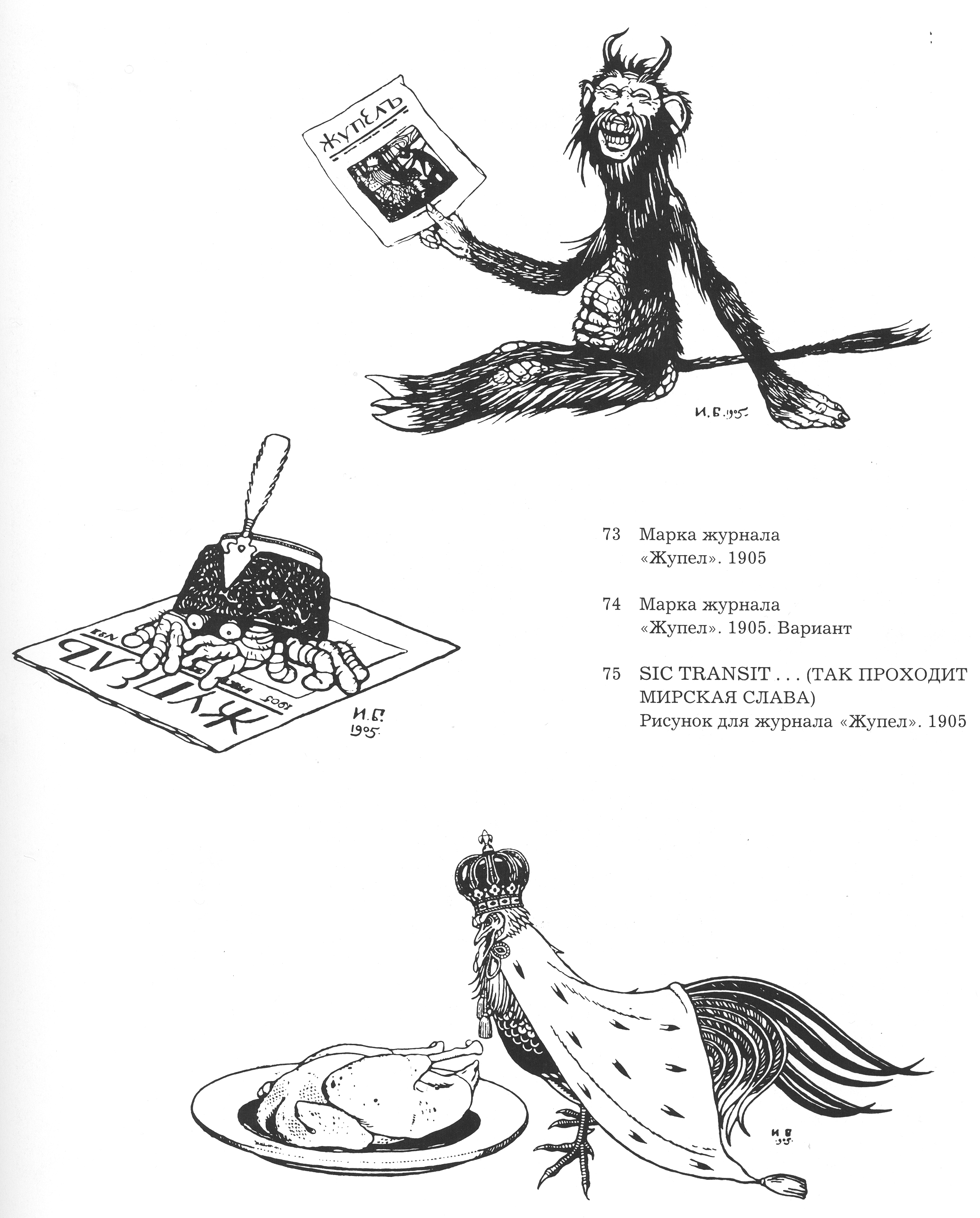
Logo de la revue et «Sic transit...», Ivan Bilibine, 1905
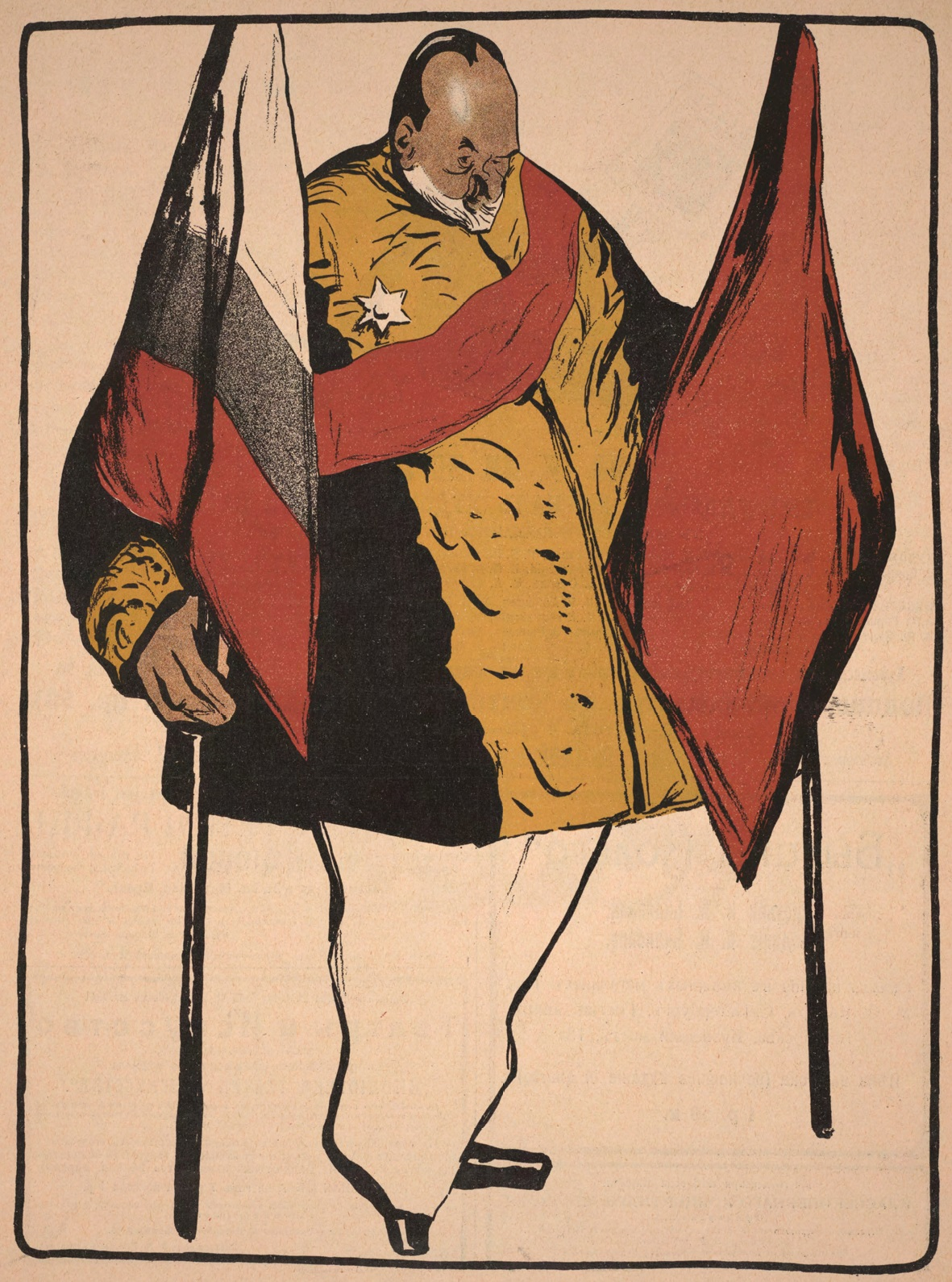
Caricature du ministre des finances Sergueï Witte, Ivan Bilibine, 1905
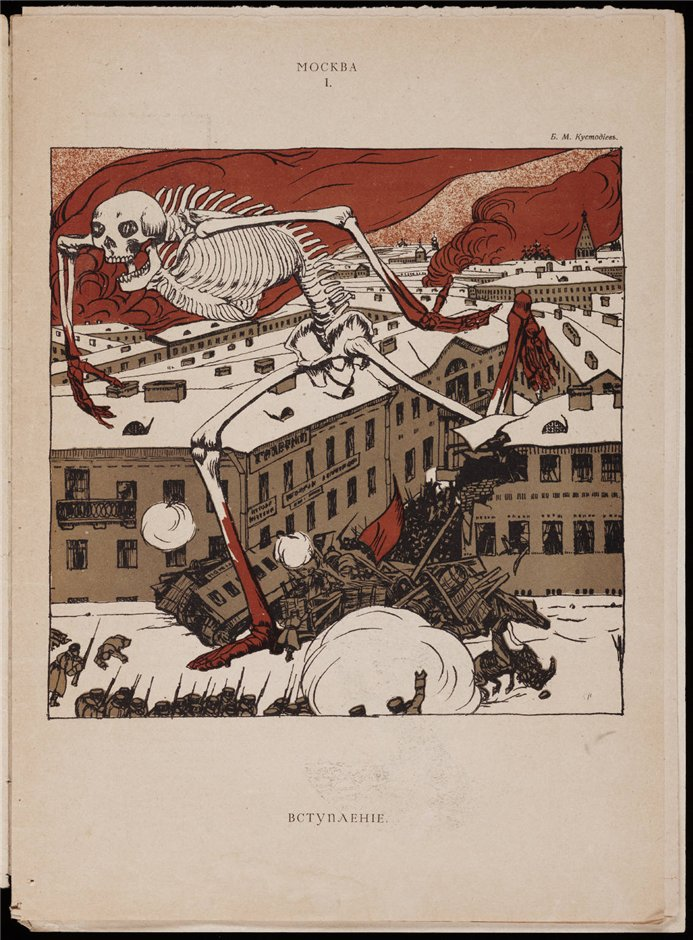
Vampire, de Boris Kustodiev dans le no 2
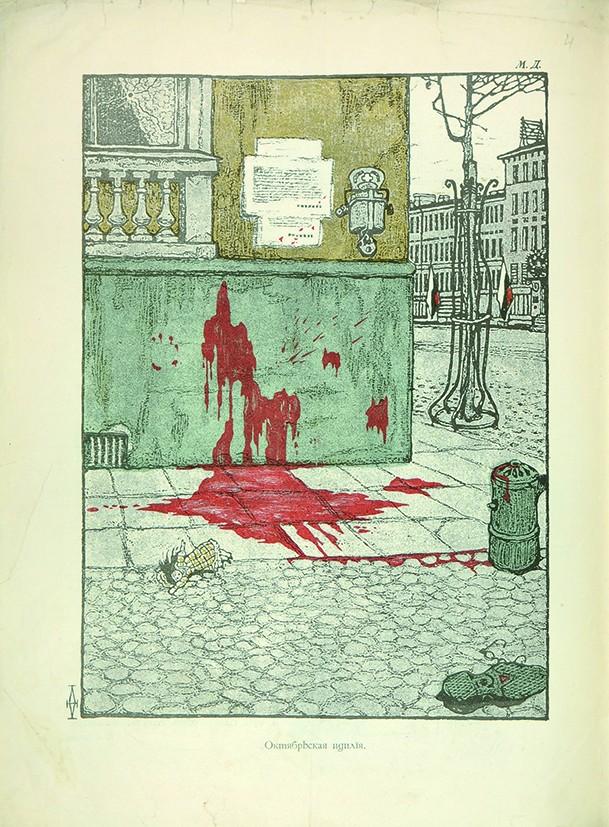
Idylle d'octobre, Mstislav Doboujinski, no 1, 1905
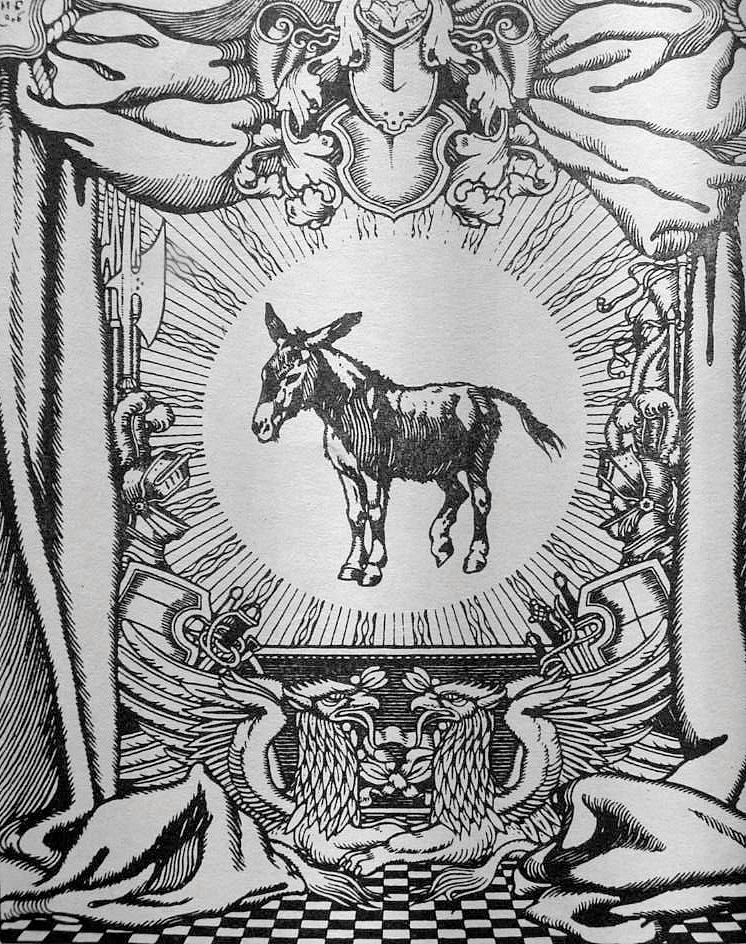
Caricature Âne. À 1/20 de sa taille réelle, Ivan Bilibine, no 3, 1906.
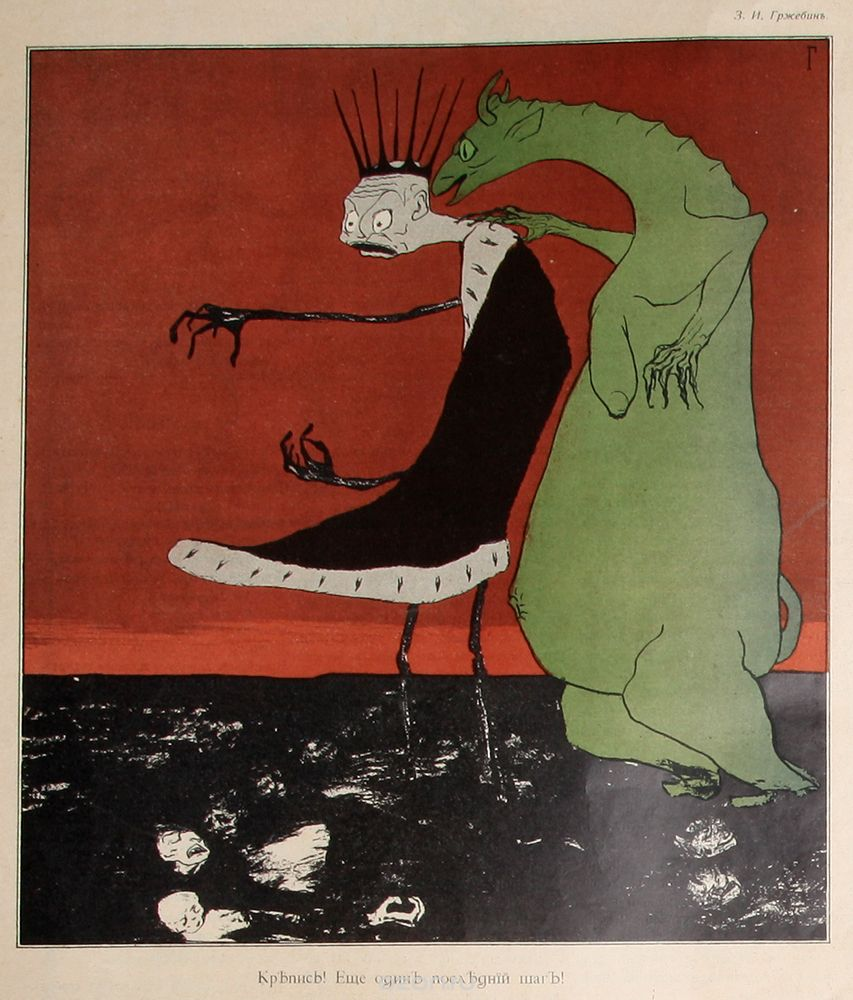
« Courage! Encore une dernière étape !», no 3, Zinovi Grjebine, 1906.
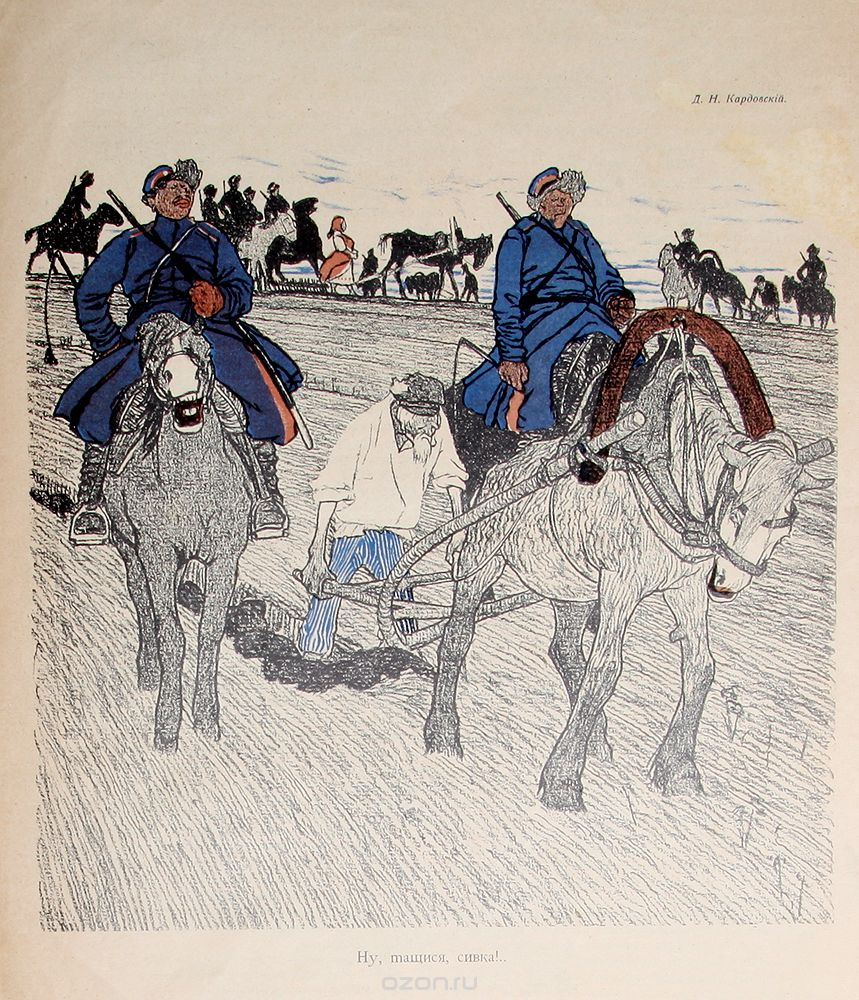
«Eh bien tu traîne Sivka !», no 3, Dmitri Kardovski, 1906.